# 바바 야가 검은 가시 마녀
"바바 야가 검은 가시 마녀"(러시아어: Вдова)는 2020년에 공개한 러시아의 영화이다.

## 캐스팅

### 주연
- 아나스타시야 그리보바 : 크리스티나 역
- 빅토리야 포테미나 : 비카 역